# Crivillén
Crivillén là một đô thị trong tỉnh Teruel, Aragon, Tây Ban Nha. Dân số xấp xỉ 100 người.